# Nålginst
Nålginst (Genista anglica) är en växtart i familjen Ärtväxter.